# Canadiske dollar
Canadiske dollar er valutaen i Canada. Valutakoden er CAD. Der bruges også C$.
1 dollar = 100 cents.
Canadiske gyldige mønter findes i følgende størrelser : 1 cent (penny), 5 cent (nickel), 10 cent (dime), 25 cent (quarter), 1 dollar (loonie), og 2 dollar (toonie).
Canadiske gyldige pengesedler findes i følgende størrelser : 5 dollar, 10 dollar, 20 dollar, 50 dollar, og 100 dollar.
I Canadas tidlige historie blev både spanske dollars og engelske pund brugt, og i Ny Frankrigs tid også franske livres. 
Det canadiske pund (£ eller C£) var den canadiske  valuta indtil 1858. Det var opdelt i 1£ = 20 shilling (s), og 1 shilling = 12 pence (d). I Nedre Canada blev der også anvendt sou, som havde en værdi af en halv pence. Selvom pund, shilling og pence-systemet havde sin oprindelse i det engelske pund, svarede det canadiske pund ikke fuldstændigt til den britiske valuta.
I Nordamerika førte manglen på britiske mønter til en udbredt brug af spanske dollars. Disse spanske dollars blev tilpasset til pund, shilling og pence-systemet (£, s, d), ved at fastsætte en værdi for mønterne i forhold til pund-enheden. På et tidspunkt, var der to forskellige værdier for den spanske dollar i brug i de britiske nordamerikanske kolonier. Halifax-værdien var den dominerende, og ifølge den svarede den spanske dollar til 5 shillings. Da dette var 6 pence mere end dens værdi i sølv, var Halifax-pundet således mindre værd end det britiske pund, det oprindelige grundlag for det canadiske pund. York-vædien fastsatte værdien af en spansk dollar til 8 shilling. Denne værdi blev anvendt i Upper Canada (området nord for de store søer). Den blev officielt afskaffet i 1796, men blev uofficielt brugt langt ind i det 19. århundrede.
Den britiske regerings forsøg på at afskaffe brugen af de spanske dollars mislykkedes. Canadierne ville langt hellere have en møntfod svarende til den amerikanske dollar (som oprindeligt var baseret på den spanske dollar) end en, som svarede til det britiske pund. I 1851 vedtog det canadiske parlament en lov med henblik på at indføre en sterling-møntfod, som dog skulle inddeles efter samme decimalmønster som den amerikanske dollar, således at de canadiske mønter ville have samme værdi som tilsvarende amerikanske. Imperiet nægtede af tekniske grunde at give samtykke til denne lov. Dette blev den sidste gang, de imperiale myndigheder betvivlede Canadas ret til at regulere interne spørgsmål.
Som et kompromis indførte det canadiske parlament i 1853 guldstandarden i Canada. Denne standard anvendte både den britiske guld-sovereign (1 £) og den amerikanske Gold Eagle-mønt. Dermed blev guld-sovereign lovligt betalingsmiddel med en værdi svarende til 4,86 2/3 US $ . Der blev aldrig produceret canadiske mønter i henhold til guldstandarden. Sterling-pundet blev lovligt betalingsmiddel, mens alle andre britiske mønter blev afskaffet. Den amerikanske dollar blev gangbar mønt, og den britiske regering tillod modstræbende anvendelse af decimal inddeling af betalingsmidler, om end den håbede at møntfoden ville blive pund sterling.
Canada indførte imidlertid en møntfod baseret på en decimalinddeling, svarende til den amerikanske dollar, i 1857. Den britiske guld-sovereign forblev dog gangbar mønt, med en værdi af 5,25 canadiske dollar, indtil 1990’erne. Det varede en del år, før alle provinserne indførte dollaren, men fra 1870'erne var dollaren reelt den eneste valuta i Canada.
En canadisk dollar værdi har historisk set ligget på mellem 4 og 6 danske kroner.